# Grafton (Nebraska)
Grafton es una villa ubicada en el condado de Fillmore en el estado estadounidense de Nebraska. En el Censo de 2010 tenía una población de 126 habitantes y una densidad poblacional de 139,4 personas por km².

## Geografía
Grafton se encuentra ubicada en las coordenadas 40°37′47″N 97°42′53″O / 40.62972, -97.71472. Según la Oficina del Censo de los Estados Unidos, Grafton tiene una superficie total de 0.9 km², de la cual 0.9 km² corresponden a tierra firme y (0%) 0 km² es agua.

## Demografía
Según el censo de 2010, había 126 personas residiendo en Grafton. La densidad de población era de 139,4 hab./km². De los 126 habitantes, Grafton estaba compuesto por el 99.21% blancos, el 0.79% eran afroamericanos, el 0% eran amerindios, el 0% eran asiáticos, el 0% eran isleños del Pacífico, el 0% eran de otras razas y el 0% pertenecían a dos o más razas. Del total de la población el 0% eran hispanos o latinos de cualquier raza.